# Ira Westover
Ira J. Westover (Massachusetts, c. 1795 - 27 de março de 1836) foi um militar estadunidense. Westover foi oficial na Revolução do Texas. Ele, sua esposa Rebecca Greenleaf Westover e o  filho adotivo do casal, foram assassinados no Massacre de Goliad.